# Eliška Balzerová
Eliška Balzerová (ur. 25 maja 1949 w Vsetínie) – czeska aktorka.

## Życiorys
Eliška Balzerová (z domu Havránková) urodziła się w Vsetínie. Dzieciństwo spędziła w Morawskich Budziejowicach. Jej matka występowała w teatrze amatorskim. Ukończyła Konserwatorium w Brnie, a następnie JAMU.
W 1971 dołączyła do teatru południowoczeskiego w Czeskich Budziejowicach. W 1977 związała się z Teatrem na Vinohradach, gdzie przez ponad dwadzieścia lat stworzyła wiele znaczących ról w repertuarze klasycznym. W 1979 grała rolę zaborczej, twardej i bezwzględnej Nataszy, żony Andrzeja Prozorowa w przedstawieniu Antona Czechowa Trzy siostry.
Popularność międzynarodową zyskała jako dr Alžběta Čeňková z serialu Szpital na peryferiach (1977), a za występ w 1982 zdobyła niemiecką nagrodę Bambi w kategorii „Najlepsza aktorka”. W 2007 została uhonorowana nagrodą Cena Františka Filipovského w kategorii „Najlepszy kobiecy dubbing” jako Rosemary Boxer w brytyjskim serialu kryminalnym ITV Rosemary & Thyme. W 2009 jako Marcela Hajnová w serialu Riskantní interview (2008) otrzymała nagrodę Elsa w kategorii „Najlepsza aktorka w roli głównej”. Kreacja Vilmy Válovej w komedii Jiříego Vejdělka Ženy v pokušení (2010) przyniosła jej dwie nagrody dla najlepszej aktorki drugoplanowej – Czeskiego Lwa i Niebieską Kostkę (Modrá kostka).
W 1974 wyszła za mąż za producenta teatralnego Jana Balzera. Mają syna Jana (ur. 1976), który został farmaceutą, i córkę Adélę (ur. 1983), która została dramaturgiem.

## Filmografia
- 1977: Szpital na peryferiach jako dr Alžběta Čeňková
- 1979: Złote węgorze jako pani Rozvědčíková
- 1981: Kelner, płacić! jako Věra
- 1981: Komisarz Moulin (czeska wersja językowa) jako Isabelle (głos)
- 1982: Z tobą cieszy mnie świat jako Daša Adámková
- 1984: Indiana Jones i Świątynia Zagłady (czeska wersja językowa) jako Wilhelmina „Willie” Scott (głos)
- 1986: Pięści w ciemności jako aktorka Ema Gabrielová
- 1989: Fabryka oficerów jako Marion Feders
- 1989: Wojna państwa Rose (czeska wersja językowa) jako Barbara Rose (głos)
- 2003: Szpital na peryferiach po dwudziestu latach jako dr Alžběta Čeňková
- 2008: Szpital na peryferiach - Nowa generacja jako dr Alžběta Čeňková
- 2008: Dzwoneczek (czeska wersja językowa) jako królowa Klarion (głos)
- 2009: Dzwoneczek i zaginiony skarb (czeska wersja językowa) jako królowa Klarion (głos)
- 2010: Ženy v pokušení jako Vilma
- 2012: Dzwoneczek i sekret magicznych skrzydeł (czeska wersja językowa) jako królowa Klarion (głos)